# Względne przesłanki procesowe
Względne przesłanki procesowe – rodzaj przesłanek procesowych. Ich brak powoduje następstwa procesowe określone ustawą. Nie powoduje jednak nieważności postępowania, bo to jest następstwem bezwzględnych przesłanek procesowych.
Literatura do względnych przesłanek procesowych dodatnich zalicza dopuszczalność drogi procesu cywilnego (właściwy tryb postępowania) i właściwość sądu poza wypadkiem przewidzianym wyżej, z kolei do ujemnych istnienie zapisu na sąd polubowny i niezłożenie przez powoda-cudzoziemca kaucji na zabezpieczenie kosztów procesu.